# Kabinett Beblawi
Das Kabinett des ägyptischen Ministerpräsidenten Hasim al-Beblawi wurde am 16. Juli 2013 vereidigt. Es bestand vor allem aus Unabhängigen und Mitgliedern der Verfassungspartei, der Neuen Wafd-Partei, der Partei der Würde sowie einem Minister der Freiheits- und Gerechtigkeitspartei (Partei der Muslimbrüder). Es war Nachfolger des am 2. August 2012 vereidigten Kabinetts von Hescham Kandil.
Beblawi wurde am 9. Juli 2013 von Übergangspräsident Adli Mansur ernannt. Das Kabinett bestand aus 30 Mitgliedern und 2 Stellvertretern.
Am 24. Februar 2014 hat das Kabinett al-Beblawi in einer außerordentlichen Sitzung beschlossen, seinen Rücktritt bei Interimsstaatspräsident Adli Mansur einzureichen. Diese Entscheidung steht am Ende einer langen Reihe sich auftuender innenpolitischer Probleme, mit denen sich Kabinettchef al-Beblawi und seine Minister zuletzt konfrontiert sahen: Beginnend mit dem 8. Februar 2014 hat eine Streikwelle verschiedener Berufsgruppen das Land erfasst und sich immer weiter aufgeschaukelt. Zunächst waren es die Ärzte, dann zusätzlich Textil- und Stahlarbeiter, dann zusätzlich Post- und niedere Polizeibeamte, schließlich auch die Berufskraftfahrer, insbesondere von Busunternehmen des öffentlichen Nahverkehrs. Darüber hinaus ist die Deklarierung der Muslimbruderschaft als Terrororganisation zu nennen, welche einer Kriminalisierung beträchtlicher Teile der ägyptischen Bevölkerung gleichkommt und für eine gewisse innenpolitische Angespanntheit gesorgt hat. Trotz zahlreicher Verhaftungswellen durch die Sicherheitskräfte und massiver Einschränkungen des Demonstrationsrechts sind Wut und Auflehnung immer wieder zutage getreten. Interimsstaatspräsident Mansur hat das Rücktrittsgesuch angenommen. Am 25. Februar ernannte Interimspräsident Mansur den zuletzt als Wohnungsbauminister fungierenden Ibrahim Mahlab zum neuen Ministerpräsidenten, welcher mit der Aufgabe der Bildung einer neuen Regierung betraut wurde.

## Regierungsmitglieder
| Amt                                                        | Name                                             | Partei             |
| ---------------------------------------------------------- | ------------------------------------------------ | ------------------ |
| Ministerpräsident                                          | Hasim al-Beblawi                                 | ÄSDP               |
| Vizepräsident                                              | vakant Mohammed el-Baradei (bis 14. August 2013) | Verfassungspartei  |
| Vize-Ministerpräsident                                     | Siad Bahaa El-Din                                | ÄSDP               |
| Innenministerium                                           | Mohammed Ibrahim                                 | Verfassungspartei  |
| Verteidigungsministerium                                   | Abd al-Fattah as-Sisi                            | Militär            |
| Ministerium für Auswärtige Angelegenheiten                 | Nabil Fahmy                                      | Verfassungspartei  |
| Staatsministerium für Militärproduktion                    | Ali Ibrahim Sabry                                | Unabhängig         |
| Finanzministerium                                          | Ahmed Galal                                      | Unabhängig         |
| Ministerium für Versicherungen und soziale Angelegenheiten | Nagwa Husain Ahmed Khalil                        | Unabhängig         |
| Ministerium für wissenschaftliche Forschung                | Ramzy George                                     | Unabhängig         |
| Staatsministerium für Altertümerverwaltung                 | Mohamed Ibrahim Ali al-Sayed                     | Unabhängig         |
| Staatsministerium für Umweltangelegenheiten                | Laila Rasched Iskandar                           | Unabhängig         |
| Staatsministerium für Ortsverwaltung                       | Adel Labib                                       | Unabhängig         |
| Ministerium für Trinkwasser und sanitäre Anlagen           | Abdel-Qawi Ahmed Mukhtar Khalifa                 | Unabhängig         |
| Ministerium für Kultur                                     | Mohamed Arab                                     | Unabhängig         |
| Justizministerium                                          | Mohamed Amin Mahdy                               | Unabhängig         |
| Ministerium für Investitionen                              | Osama Abdel-Monem Mahmud Saleh                   | Unabhängig         |
| Bildungsministerium                                        | Mahmoud Abul Nasr                                | Unabhängig         |
| Ministerium für Transport                                  | Ahmed Sultan                                     | Unabhängig         |
| Ministerium für Elektrizität und Energie                   | Mahmoud Balbaa                                   | Unabhängig         |
| Staatsministerium für Parlamentsangelegenheiten            | Omar Mohamed Mohamed Salem                       | Unabhängig         |
| Fremdenverkehrsministerium                                 | Muhammad Hisham Abbas Zaezou                     | Unabhängig         |
| Ministerium für Landwirtschaft und Landkultivierung        | Ayman Farid Abu Hadeed                           | Unabhängig         |
| Ministerium für Kommunikation und Informationstechnologie  | Durriyah Sharaf Al Din                           | Unabhängig         |
| Ministerium für Erdöl und Metallurgische Wohlfahrt         | Scherif Ismail                                   | Unabhängig         |
| Ministerium für Wasservorräte und Bewässerung              | Mohamed Bahaa Eldin                              | Unabhängig         |
| Ministerium für Behausung, Werkzeug und Stadtentwicklung   | Ibrahim Mahlab                                   | Unabhängig         |
| Ministerium für höhere Bildung                             | Hossam Eisa                                      | Unabhängig         |
| Ministerium für Versorgung und Binnenhandel                | Mohamed Abu Shadi                                | Unabhängig         |
| Ministerium für Arbeitskräfte und Einwanderung             | Kamal Abu Eita                                   | Partei der Würde   |
| Ministerium für religiöse Stiftungen                       | Mukhtar Gomaa                                    | Unabhängig         |
| Planungsministerium                                        | Ashraf El-Araby                                  | Unabhängig         |
| Ministerium für Gesundheit                                 | Maha El-Rabat                                    | Unabhängig         |
| Ministerium für Medien                                     | Mutwalli Salah Abdel-Maqsood Mutwalli            | FGP                |
| Ministerium für Zivilluftfahrt                             | Samir Metwali                                    | Unabhängig         |
| Ministerium für Zivilluftfahrt                             | Ahmed Borai                                      | Verfassungspartei  |
| Ministerium für Industrie und Handel                       | Monir Fakhri Abdel Nour                          | Wafd-Partei        |
| Staatsministerium für Jugend                               | Khaled Abdel-Aziz                                | Partei der Zukunft |
| Staatsministerium für Sport                                | Taher Abouzeid                                   | Wafd-Partei        |